# Jeorjos Anastasopulos
Jeorjos Anastasopulos, gr. Γεώργιος Αναστασόπουλος (ur. 25 września 1935 w Kifisii, zm. 12 lipca 2019 w Atenach) – grecki polityk, dziennikarz i dyplomata, poseł do Parlamentu Europejskiego II, III i IV kadencji.

## Życiorys
Ukończył prawo na Uniwersytecie Narodowym im. Kapodistriasa w Atenach. Odbył studia podyplomowe z zakresu europejskiego prawa porównawczego w King’s College London, a także z zakresu dziennikarstwa współczesnego na Northwestern University. Uzyskał doktorat z zakresu nauk prawnych na Uniwersytecie Panteion.
Zawodowo związany z dziennikarstwem. Był m.in. wieloletnim publicystą i analitykiem politycznym dziennika „Katimerini”. W okresie rządów junty czarnych pułkowników publikował również w drugim obiegu. Po restauracji demokracji od 1974 do 1981 był dyrektorem generalnym agencji prasowej ANA, a w latach 1983–1984 redaktorem naczelnym dziennika „Mesimwrini”. Pełnił funkcję członka zarządu, wiceprezesa, a od 1976 do 1984 prezesa największego greckiego stowarzyszenia dziennikarzy. Od 1978 do 1984 zasiadał także we władzach Międzynarodowej Federacji Dziennikarzy.
Jednocześnie angażował się w działalność polityczną. W 1977 i w 1981 pełnił obowiązki rzecznika prasowego rządu. Od 1984 do 1999 z ramienia Nowej Demokracji przez trzy kadencje sprawował mandat eurodeputowanego, należąc do frakcji chadeckiej. Od 1989 pełnił funkcję wiceprzewodniczącego PE III i IV kadencji. W 2004 powołany na stałego przedstawiciela Grecji przy UNESCO, w 2007 przewodniczył 34. sesji konferencji generalnej UNESCO.